# Roman Safiullin
Román Rišátovič Safiúllin (in russo Рома́н Риша́тович Сафиу́ллин?; Podol'sk, 7 agosto 1997) è un tennista russo.
In singolare ha raggiunto i quarti di finale al torneo di Wimbledon 2023 e ha disputato una finale nel circuito maggiore. Vanta diversi titoli nei circuiti minori e nel gennaio 2024 ha raggiunto la 36ª posizione del ranking ATP. Ha fatto parte della squadra russa che ha disputato la semifinale all'ATP Cup 2022.
Tra gli juniores ha vinto il torneo di singolare all'Australian Open 2015 dopo che nel 2014 aveva raggiunto il 2º posto nel ranking mondiale di categoria.

## Carriera

### Juniores
Fa il suo esordio nell'ITF Junior Circuit nel marzo 2012 e in giugno, alla sua seconda apparizione, vince il primo di sei titoli consecutivi in un torneo di Grade 3 a Mosca. Nel 2013 fa parte della squadra russa che si classifica quinta nella Coppa Davis Junior. Il primo titolo di Grade A arriva nel maggio 2014 al Trofeo Bonfiglio battendo in finale Andrej Rublëv, e a fine torneo sale al 2º posto del ranking mondiale juniores. Disputa il suo ultimo torneo di categoria nel gennaio 2015 all'Australian Open ragazzi e si aggiudica il titolo battendo in finale il sudcoreano Hong Seong-chan. Chiude l'esperienza tra gli juniores con due titoli in doppio - in tornei minori - e 11 titoli in singolare, tra i quali i due di Grade A al Bonfiglio e all'Australian Open.

### 2014-2016, inizi da professionista, primi titoli ITF, infortunio e risalita nel ranking
Fa il suo esordio tra i professionisti nell'aprile 2014 e subito vince il torneo in singolare all'ITF Futures Uzbekistan F1. Quello stesso anno vince altri 5 tornei ITF e raggiunge in dicembre la 333ª posizione della classifica mondiale. Nel febbraio 2015 debutta nel circuito Challenger al Burnie International, al primo turno supera Jordan Thompson e al secondo subisce un grave infortunio che lo tiene fuori dal circuito fino a novembre, ma gli ci vorranno ancora alcuni mesi per giocare senza sentire dolore. In dicembre scende sotto la 1000ª posizione del ranking. Torna a vincere un titolo ITF nel febbraio 2016; nel corso della stagione si aggiudica il primo titolo in doppio e altri tre in singolare, mentre non ottiene risultati significativi nelle sue rare apparizioni nei Challenger. In novembre risale alla 317ª posizione mondiale.

### 2017-2019, bronzo alle Universiadi e top 300
Nella prima parte del 2017 inizia giocare con continuità nei Challenger senza grandi risultati. Raggiunge per la prima volta i quarti di finale in aprile al Prague Open. Ad agosto conquista la medaglia di bronzo in singolare all'Universiade di Taipei, dopo aver perso in semifinale contro Hong Seong-Chan, che si prende la rivincita della sconfitta patita all'Australian Open ragazzi del 2015. In ottobre debutta con una wildcard nel circuito maggiore a Mosca e viene eliminato al primo turno. Sceso in classifica alla 571ª posizione, torna a giocare i Futures e in novembre torna a vincere un titolo dopo oltre un anno all'Egypt F34. Risale la classifica con due titoli ITF nel marzo 2018 e in agosto raggiunge per due volte di fila i quarti di finale in Challenger cinesi, facendo il suo ingresso nella top 300. Al primo turno delle qualificazioni all'ATP di San Pietroburgo sconfigge per la prima volta un top 100, il nº 92 Lorenzo Sonego, e viene eliminato nell'incontro successivo. Verso fine anno vince tre titoli Futures consecutivi e in novembre sale al 242º posto nel ranking. Nel 2019 vince tre titoli ITF, raggiunge tre volte i quarti nel circuito Challenger e porta il best ranking alla 219ª posizione.

### 2020-2021, primi titoli Challenger, esordio nel Grande Slam e top 200
Al suo esordio stagionale raggiunge per la prima volta una semifinale Challenger a Bangkok e viene sconfitto nel tiebreak decisivo da Attila Balázs, che vincerà il torneo. Un mese più tardi si aggiudica i primi titoli Challenger a Cherbourg vincendo il torneo di doppio in coppia con Pavel Kotov e quello in singolare, superando in finale Roberto Marcora per 6-4, 6-2; si porta al 174º posto mondiale nel ranking di singolare e al 170º con i quarti raggiunti al successivo Challenger. In settembre fa il suo esordio con una vittoria nelle qualificazioni di un torneo del Grande Slam al Roland Garros e viene eliminato al secondo incontro. Al successivo ATP di San Pietroburgo vince contro Emilio Gómez per la prima volta un incontro nel circuito maggiore e viene quindi sconfitto da Borna Ćorić. Nel gennaio 2021 supera le qualificazioni all'Australian Open e vince contro Il'ja Ivaška il suo primo incontro in uno Slam, prima di cedere al secondo turno contro Cameron Norrie. Nel periodo successivo raccoglie soprattutto sconfitte fino al Roland Garros, dove vince i tre incontri di qualificazione, al primo turno elimina Carlos Taberner e viene sconfitto al secondo da Alexander Zverev. A fine torneo sale alla 157ª posizione del ranking e in ottobre si porta alla 151ª dopo aver disputato due quarti di finale nei Challenger.

### 2022, esordio in ATP Cup, prime due semifinali ATP, due titoli Challenger e top 90
A inizio stagione rappresenta per la prima volta la Russia nella ATP Cup sostituendo l'indisposto Rublev e contribuisce a raggiungere le semifinali con il bilancio di 2 vittorie e 2 sconfitte in singolare e 3 vittorie e 1 sconfitta in doppio assieme a Daniil Medvedev. Supera in singolare i top 60 Arthur Rinderknech e James Duckworth, e dopo la sconfitta subita contro Jannik Sinner sfiora l'impresa di portare la Russia in finale perdendo al terzo set dal nº 14 del mondo Denis Shapovalov. Con i punti ATP guadagnati nel torneo si porta al 146º posto mondiale, nuovo best ranking. Ai successivi Australian Open viene sconfitto nelle qualificazioni, ripescato come lucky loser ed eliminato al primo turno. Desta sorpresa a Marsiglia, dove supera le qualificazioni e raggiunge la sua prima semifinale in un torneo ATP con la clamorosa vittoria nei quarti sul nº 4 del mondo Stefanos Tsitsipas, cede quindi dopo due tie-break a Félix Auger-Aliassime. Con la semifinale raggiunta al successivo Challenger di Pau sale al 143º posto mondiale.
Ad aprile supera le qualificazioni e il primo turno del main draw all'ATP di Belgrado, si infortuna quindi a un piede e deve abbandonare il torneo prima del successivo incontro. Rientra dopo un mese ed esce al primo turno di qualificazione al Roland Garros. Dopo un'altra semifinale Challenger, a luglio vince a Nur Sultan il suo secondo titolo in questa categoria battendo in finale il giocatore locale Denis Yevseyev al tie-break del set decisivo. Il mese successivo vince anche il Chicago Men's Challenger e a fine torneo entra per la prima volta nella top 100, in 97ª posizione. Eliminato al primo turno di qualificazione alla sua prima apparizione agli US Open, si spinge fino in semifinale al successivo torneo ATP di Tel Aviv; supera i top 100 Hugo Grenier, Tomás Martín Etcheverry e Arthur Rinderknech e viene eliminato da Novak Đoković, risultati con cui chiude la stagione con il nuovo best ranking all'88ª posizione.

### 2023, quarti di finale a Wimbledon, prima finale ATP e 39º nel ranking
Apre la stagione con il secondo turno raggiunto all'ATP Adelaide 1, mentre viene eliminato all'esordio all'Australian Open. Vince il successivo Challenger di Coblenza sconfiggendo in finale Vasek Pospisil. A fine torneo porta il best ranking all'82ª posizione, ma nel periodo che segue subisce una serie quasi ininterrotta di sconfitte al primo turno ed esce dalla top 100. Torna a mettersi in luce vincendo i primi incontri in carriera in un Masters 1000 a Madrid dopo aver superato le qualificazioni; al successo iniziale su Nicolás Jarry fa seguito la vittoria sul nº 17 del mondo Tommy Paul ed esce di scena al terzo turno per mano di Bernabé Zapata Miralles. Raggiunge il terzo turno anche al Masters di Roma grazie al successo sul rientrante Sebastian Korda e viene eliminato da Alexei Popyrin. Non prende parte al Roland Garros e non ottiene particolari risultati nei primi tornei sull'erba. Vince il suo primo match in carriera a Wimbledon battendo il nº 23 ATP Roberto Bautista Agut in 5 set; ottiene il più prestigioso risultato da inizio carriera raggiungendo a sorpresa i suoi primi quarti di finale in uno Slam eliminando anche Corentin Moutet, Guido Pella e il nº 29 del ranking Denis Shapovalov. Viene sconfitto in 4 set da Jannik Sinner, a fine torneo guadagna 49 posizioni in classifica e porta il best ranking alla 43ª.
Rientra nel circuito dopo oltre un mese ed esce al primo turno nei primi due tornei disputati nella trasferta americana. Fa il suo debutto assoluto agli US Open per diritto di classifica, raggiunge il secondo turno e cede al nº 14 del mondo Tommy Paul al quinto set dopo aver vinto i primi due; esce di scena al secondo turno anche in doppio. Al successivo Chengdu Open raggiunge la sua prima finale del circuito maggiore - senza perdere alcun set - ed elimina tra gli altri il top 30 Daniel Evans e in semifinale il top 20 Lorenzo Musetti. Il 26 settembre vince il primo parziale in finale contro Alexander Zverev, che si impone per 6-7, 7-6, 6-3, e a fine torneo Safiullin porta il best ranking alla 41ª posizione. Allo Shanghai Masters supera Andy Murray e si prende poi la rivincita sul nº 10 del mondo Zverev, concedendogli solo 4 giochi. Viene sconfitto al terzo turno da Ben Shelton dopo aver vinto il primo set. Al secondo turno del Paris Masters consegue la vittoria più prestigiosa da inizio carriera sconfiggendo il nº 2 del mondo Carlos Alcaraz in due set e viene quindi eliminato in tre set da Karen Khachanov. Chiude il 2023 con il nuovo miglior ranking al 39º posto mondiale.

### 2024, una semifinale ATP e 36º nel ranking
Inizia bene il 2024 con la semifinale raggiunta al Brisbane International, persa contro Holger Rune dopo essersi preso la rivincita su Shelton al primo turno e aver eliminato in quelli successivi i top 50 Matteo Arnaldi e Alexei Popyrin; migliora ancora la classifica salendo in 36ª posizione. Esce al turno di esordio nei quattro tornei seguenti, tra cui gli Australian Open, e non supera il secondo turno nei Masters di Indian Wells, Miami e Monte Carlo. Nel periodo successivo vince solo due incontri in un torneo Challenger. Eliminato al primo turno al Roland Garros, si mette di nuovo in evidenza a Wimbledon con le vittorie su Francisco Cerúndolo e Tomáš Macháč e al terzo turno cede in cinque set ad Arthur Fils; perde molti dei punti guadagnati nell'edizione del 2023 e diverse posizioni nel ranking.
Consegue buoni risultati anche ai Giochi di Parigi eliminando gli specialisti della terra battuta Alejandro Tabilo e Tomás Martín Etcheverry e viene sconfitto da Alcaraz, mentre esce al primo turno nel torneo di doppio. Sconfitto al turno di esordio anche in singolare al Canadian Open, si spinge per la prima volta ai quarti in doppio in un Masters 1000 in coppia con Medvedev e porta il miglior ranking di specialità alla 151ª posizione. Ad agosto vince il Cary Challenger superando in finale Mattia Bellucci. Non va oltre il secondo turno agli US Open. Al quarto turno dello Shanghai Masters viene sconfitto da Djokovic dopo aver eliminato Bublik e Tiafoe. A novembre vince la finale al Challenger 125 dello Slovak Open contro Raphaël Collignon.

### 2025
Nei primi tornei del 2025 esce sempre al turno di esordio. Vince il primo incontro stagionale in un tabellone principale ATP all'Indian Wells Open ed esce di scena al secondo turno, mentre al Miami Open perde al terzo turno contro il vincitore del torneo Jakub Mensik dopo aver eliminato il nº 26 ATP Alexei Popyrin. All'esordio stagionale su terra battuta esce in semifinale al Challenger 125 di Oeiras. Viene eliminato al primo turno nei Masters di Madrid e Roma e al Roland Garros.

## Statistiche

### Finali perse (1)
| Legenda singolo      |
| Grande Slam (0)      |
| ATP Finals (0)       |
| ATP Masters 1000 (0) |
| ATP Tour 500 (0)     |
| ATP Tour 250 (1)     |

| N. | Data              | Torneo                | Superficie | Avversario in finale | Punteggio           |
| 1. | 26 settembre 2023 | Chengdu Open, Chengdu | Cemento    | Alexander Zverev     | 7-6(2), 6(5)-7, 3-6 |

### Tornei minori

#### Singolare

##### Vittorie (25)
| Legenda tornei minori |
| Challenger (6)        |
| ITF (19)              |

| N.  | Data             | Torneo                                    | Superficie  | Avversario in finale     | Punteggio        |
| 1.  | 20 aprile 2014   | Uzbekistan F1, Karshi                     | Cemento     | Temur Ismailov           | 2-6, 7-5, 6-1    |
| 2.  | 10 agosto 2014   | Russia F6, Kazan'                         | Terra rossa | Richard Muzaev           | 6-1, 4-6, 6-1    |
| 3.  | 9 novembre 2014  | Greece F11, Candia                        | Cemento     | Ivan Bjelica             | 6-0, 3-6, 6-3    |
| 4.  | 16 novembre 2014 | Greece F12, Candia                        | Cemento     | Denis Bejtulahi          | 4-6, 7-6(2), 6-4 |
| 5.  | 30 novembre 2014 | Turkey F42, Adalia                        | Cemento     | Denys Mylokostov         | 7-6(7), 6-3      |
| 6.  | 7 dicembre 2014  | Turkey F43, Adalia                        | Cemento     | Frederico Ferreira Silva | 6-1, 1-2 rit.    |
| 7.  | 28 febbraio 2016 | Turkey F8, Adalia                         | Cemento     | Dimitar Kuzmanov         | 3-6, 7-5, 7-5    |
| 8.  | 28 agosto 2016   | Egypt F21, Sharm el-Sheikh                | Cemento     | Michal Konečný           | 6-2, 6-1         |
| 9.  | 2 ottobre 2016   | Israel F14, Meitar                        | Cemento     | Daniel Cukierman         | 6-0, 6-4         |
| 10. | 30 ottobre 2016  | Egypt F30, Sharm el-Sheikh                | Cemento     | Pablo Vivero Gonzalez    | 6-2, 7-6(5)      |
| 11. | 19 novembre 2017 | Egypt F34, Sharm el-Sheikh                | Cemento     | Cem İlkel                | 7-5, 7-6(3)      |
| 12. | 18 marzo 2018    | Russia F3, Kazan'                         | Cemento (i) | Jurabek Karimov          | 6-2, 6-1         |
| 13. | 25 marzo 2018    | Egypt F10, Sharm el-Sheikh                | Cemento     | Jaroslav Pospíšil        | 6-1, 6-1         |
| 14. | 28 ottobre 2018  | Vietnam F4, Tay Ninh                      | Cemento     | Lý Hoàng Nam             | 7-6(6), 6-4      |
| 15. | 4 novembre 2018  | Vietnam F5, Tay Ninh                      | Cemento     | Lý Hoàng Nam             | 7-6(5), 6-4      |
| 16. | 11 novembre 2018 | Thailand F5, Nonthaburi                   | Cemento     | Sanjar Fayziev           | 7-5, 4-6, 6-4    |
| 17. | 17 marzo 2019    | M25+H, Kazan'                             | Cemento (i) | Sanjar Fayziev           | 6-3, 1-6, 6-4    |
| 18. | 14 aprile 2019   | M25 Shymkent, Şımkent                     | Terra rossa | Alen Avidzba             | 7-6(2), 6-2      |
| 19. | 21 aprile 2019   | M25 Shymkent, Şımkent                     | Terra rossa | Vladyslav Manafov        | 7-5, 6-3         |
| 20. | 16 febbraio 2020 | Challenger Cherbourg-La Manche, Cherbourg | Cemento (i) | Roberto Marcora          | 6-4, 6-2         |
| 21. | 23 luglio 2022   | President's Cup, Nur Sultan               | Cemento     | Denis Yevseyev           | 2-6, 6-4, 7-6(2) |
| 22. | 14 agosto 2022   | Chicago Men's Challenger, Chicago         | Cemento     | Ben Shelton              | 6-3, 4-6, 7-5    |
| 23. | 5 febbraio 2023  | Koblenz Open, Coblenza                    | Cemento (i) | Vasek Pospisil           | 6-2, 7-5         |
| 24. | 18 agosto 2024   | Cary Challenger, Cary                     | Cemento     | Mattia Bellucci          | 1-6, 7-5, 7-5    |
| 25. | 3 novembre 2024  | Slovak Open, Bratislava                   | Cemento     | Raphaël Collignon        | 6-3, 6-4         |

##### Sconfitte in finale (6)
| N. | Data              | Torneo                     | Superficie  | Avversario in finale | Punteggio        |
| 1. | 3 agosto 2014     | Russia F5, Kazan'          | Terra rossa | Anton Zaitcev        | 3-6, 4-6         |
| 2. | 7 febbraio 2016   | Turkey F5, Adalia          | Cemento     | Hong Seong-chan      | 2-6, 5-7         |
| 3. | 11 settembre 2016 | Egypt F23, Sharm el-Sheikh | Cemento     | Anis Ghorbel         | 7-5, 2-6, 6(4)-7 |
| 4. | 13 novembre 2016  | Egypt F32, Sharm el-Sheikh | Cemento     | Michal Schmid        | 3-6, 6-0, 6(5)-7 |
| 5. | 10 giugno 2018    | Uzbekistan F4, Namangan    | Cemento     | Cem İlkel            | 1-6, 6(12)-7     |
| 6. | 5 maggio 2019     | M25 Namangan, Namangan     | Cemento     | Tim van Rijthoven    | 7-6(5), 5-7, 4-6 |

#### Doppio

##### Vittorie (4)
| Legenda tornei minori |
| Challenger (1)        |
| Futures (3)           |

| N. | Data             | Torneo                                    | Superficie  | Compagno           | Avversari in finale                  | Punteggio            |
| 1. | 20 marzo 2016    | Tunisia F10, Hammamet                     | Terra rossa | Lenny Hampel       | Ivan Nedelko Henrik Sillanpaa        | 6-1, 6-3             |
| 2. | 29 aprile 2018   | Uzbekistan F2, Karshi                     | Cemento     | Konstantin Kravčuk | Saketh Myneni Vijay Sundar Prashanth | 3-6, 7-5, [10-7]     |
| 3. | 5 maggio 2019    | M25 Namangan, Namangan                    | Cemento     | Evgenii Tiurnev    | Sanjar Fayziev Khumoyun Sultanov     | 7-6(5), 6-3          |
| 4. | 16 febbraio 2020 | Challenger Cherbourg-La Manche, Cherbourg | Cemento (i) | Pavel Kotov        | Dan Added Albano Olivetti            | 7-6(6), 5-7, [12-10] |

##### Sconfitte (7)
| N. | Data            | Torneo                     | Superficie  | Compagno           | Avversari in finale                       | Punteggio              |
| 1. | 3 agosto 2014   | Russia F5, Kazan'          | Terra rossa | Marin Bradarić     | Ilia Shatskiy Alexander Zhurbin           | 5-7, 1-6               |
| 2. | 10 agosto 2014  | Russia F6, Kazan'          | Terra rossa | Aleksandr Bublik   | Andrei Levine Anton Zaitcev               | 1-6, 3                 |
| 3. | 28 agosto 2016  | Egypt F21, Sharm el-Sheikh | Terra rossa | Michal Konečný     | Pedro Bernardi Christopher Díaz Figueroa  | 6(4)-7, 7-6(2), [7-10] |
| 4. | 18 marzo 2018   | Russia F3, Kazan'          | Cemento (i) | Tejmuraz Gabašvili | Alexander Pavlioutchenkov Evgenii Tiurnev | 4-6, 6-3, [6-10]       |
| 5. | 3 giugno 2018   | Uzbekistan F3, Karshi      | Cemento     | Konstantin Kravčuk | Sergey Betov Yaraslav Shyla               | 4-6, 6(2)-7            |
| 6. | 10 giugno 2018  | Uzbekistan F4, Namangan    | Cemento     | Konstantin Kravčuk | Sanjar Fayziev Khumoyun Sultanov          | 6(6)-7, 7-5, [8-10]    |
| 7. | 4 novembre 2018 | Vietnam F5, Tay Ninh       | Cemento     | Lý Hoàng Nam       | Francis Casey Alcantara Marcus Eriksson   | 7-5, 4-6, [7-10]       |

## Risultati in progressione
| Sigla | Risultato               |
| ----- | ----------------------- |
| V     | Vincitore               |
| F     | Finalista               |
| SF    | Semifinalista           |
| O     | Oro olimpico            |
| A     | Argento olimpico        |
| SF    | Bronzo olimpico         |
| QF    | Quarti di Finale        |
| 4T    | Quarto turno            |
| 3T    | Terzo turno             |
| 2T    | Secondo turno           |
| 1T    | Primo turno             |
| RR    | Round Robin             |
| LQ    | Turno di qualificazione |
| A     | Assente                 |
| ND    | Non disputato           |

| Legenda superfici    |
| -------------------- |
| Cemento              |
| Terra battuta        |
| Erba                 |
| Superficie variabile |

### Singolare
| Torneo             | 2020 | 2021 | 2022 | 2023 | 2024 | 2025 | V-S   |
| ------------------ | ---- | ---- | ---- | ---- | ---- | ---- | ----- |
| Tornei Grande Slam |      |      |      |      |      |      |       |
| Australian Open    | A    | 2T   | 1T   | 1T   | 1T   | 1T   | 1-5   |
| Roland Garros      | Q2   | 2T   | Q1   | A    | 1T   |      | 1-2   |
| Wimbledon          | ND   | Q2   | A    | QF   | 3T   |      | 6-2   |
| US Open            | A    | A    | Q1   | 2T   | 2T   |      | 2-2   |
| Vittorie-Sconfitte | 0-0  | 2-2  | 0-1  | 5-3  | 3-4  | 0-1  | 10-11 |

## Vittorie contro giocatori top 10
| Stagione | 2022 | 2023 | Totale |
| Vittorie | 1    | 2    | 3      |

| #    | Giocatore          | Rank | Torneo                     | Superficie  | Turno | Punteggio |
| ---- | ------------------ | ---- | -------------------------- | ----------- | ----- | --------- |
| 2022 |                    |      |                            |             |       |           |
| 1.   | Stefanos Tsitsipas | 4    | Open 13, Marsiglia         | Cemento (i) | QF    | 6-4, 6-4  |
| 2023 |                    |      |                            |             |       |           |
| 2.   | Alexander Zverev   | 10   | Shanghai Masters, Shanghai | Cemento (i) | 2T    | 6-3, 6-1  |
| 3.   | Carlos Alcaraz     | 2    | Paris Masters, Parigi      | Cemento (i) | 2T    | 6-3, 6-4  |